# Hugo Salzmann
Hugo Salzmann (* 4. Februar 1903 in Kreuznach; † 1979) war ein deutscher Gewerkschafter, Kommunist in der Weimarer Republik sowie Antifaschist während und nach dem Zweiten Weltkrieg.

## Leben
Geboren wurde Salzmann als Sohn eines Glasmachers. Er absolvierte eine Lehre als Metalldreher in Bad Kreuznach. Er war von 1923 bis 1931 Leiter der regionalen Metallarbeiter-Jugend. Zugleich war er in Bad Kreuznach zeitweise Vorsitzender der Roten Hilfe in Bad-Kreuznach, Betriebsratsvorsitzender bei der Firma „Ost und Scherer“, ab 1925 Organisationsleiter der KPD sowie Politischer Leiter des Kampfbundes gegen den Faschismus. 1929 wurde er für die KPD in den Stadtrat gewählt. In den Jahren 1930 bis Anfang 1933 soll Salzmann örtlicher Vorsitzender des Allgemeinen Deutschen Gewerkschaftsbundes (ADGB) gewesen sein.
Hugo Salzmann heiratete 1930 Juliana Sternat. Am 2. November 1932 wurde ihr gemeinsamer Sohn Hugo geboren.

### Exil
Die Familie floh 1933 nach der nationalsozialistischen Machtergreifung erst in das Saargebiet und kurz danach nach Paris. Salzmann arbeitete dort als Packer und Bote, bald wurde er als Emigrant anerkannt und war für Exil-Organisationen der KPD tätig. Auch für gewerkschaftliche Exil-Organisationen betätigte sich Salzmann in Frankreich.

### Verfolgung, Haft
Nach dem Überfall auf Polen zu Beginn des Zweiten Weltkrieges wurde Hugo Salzmann von der französischen Polizei Anfang September 1939 verhaftet und in Le Vernet interniert.

Juliana Salzmann wurde 1940 ebenfalls in Paris verhaftet. Der gemeinsame Sohn Hugo kam bei ihrer Schwester in der Steiermark unter. Juliana Salzmann wurde ins Gefängnis nach Koblenz und ein Jahr später ins Frauen-Konzentrationslager Ravensbrück verbracht, wo sie am 5. Dezember 1944 an Typhus starb.
Ende 1941 wurde Hugo Salzmann an Deutschland ausgeliefert, in Koblenz inhaftiert und 1943 dort wegen Vorbereitung zum Hochverrat zu acht Jahren Zuchthaus verurteilt. Die Strafe verbüßte er im Zuchthaus Butzbach/Hessen. Hugo Salzmann wurde im Mai 1945 von Amerikanern aus dem Zuchthaus befreit.

### Nachkriegszeit
Nach dem Ende des Zweiten Weltkrieges engagierte sich Salzmann wieder als Gewerkschafter und wurde 1945 für die KPD in den Stadtrat von Bad Kreuznach gewählt. Für die KPD erwarb er auch ein Kreistagsmandat. 1946 nahm Hugo Salzmann seinen 1932 geborenen Sohn wieder bei sich auf. Die beiden verstanden sich nicht (mehr). 
In Bad Kreuznach ist eine Straße nach Hugo Salzmann benannt. Salzmann lehnte 1969 die Entgegennahme des Bundesverdienstkreuzes ab.